# Вапно гідравлічне
Вапно́ гідравлі́чне — тонкомолотий продукт випалу мергелистих вапняків, які містять від 6% до 20% глинистих і високодисперсних піщаних домішок, отриманий за температури нижче спікливості цих вапняків — при 900–1000 °C . При цій температурі сировинні матеріали розкладаються з утворенням вільних оксидів СаО, SiO2, Al2O3, Fe2O3, що надалі, володіючи хімічною активністю, взаємодіють між собою з утворенням силікатів, алюмінатів і феритів кальцію. Саме такий мінералогічний склад забезпечує надалі гідравлічне твердіння цього в'язкого матеріалу.
Гідравлічне вапно в замішаному водою стані твердне та зберігає набрану міцність у виробах і матеріалах як на повітрі, так і у воді. Відповідно, твердіння гідравлічного вапна складається з двох процесів: повітряного твердіння, яке викликається поступовою кристалізацією і карбонізацією гідрату вапна, а гідравлічне — гідратацією силікатів і алюмінатів кальцію.
Гідравлічне вапно поділяється на слабогідравлічне і сильногідравлічне (ДСТУ Б В.2.7-90-99 Вапно будівельне). У першому вміст активних оксидів кальцію і магнію 40-65%, у другому — 5-40%.
| показник                                | слабогідравлічне | сильногідравлічне                     |
| --------------------------------------- | ---------------- | ------------------------------------- |
| вміст активних оксидів кальцію і магнію | 40-65%           | 5-40%                                 |
| кількість глинистих речовин             | <15%             | 15-20%                                |
| характеристика                          |                  | висока міцність й швидкість твердіння |

Вапняки, що містять велику кількість глинистих речовин (15-20%), дають сильногідравлічне вапно, а ті, що містять знижену кількість таких домішок — слабогідравлічне.
Високогідравлічне вапно характеризується високою міцністю і швидкістю твердіння.
Основною характеристикою сировинних матеріалів для отримання гідравлічного вапна є гідравлічний модуль — відношення процентного вмісту оксиду кальцію до сумарним вмістом оксидів алюмінію, кремнію і заліза. Для слабогідравлічного вапна він дорівнює 9-4,5, сильногідравлічного — 4,5-1,7.
Слабогідравлічне вапно при взаємодії з водою інтенсивно гаситься і розсипається в порошок, сильногідравлічне — гаситься повільно або не гаситься зовсім.
Залежно від вмісту в гідравлічному вапні вільного оксиду кальцію терміни схоплювання коливаються в межах: початок — 0,5-2 і кінець — 8-16 годин. Активність гідравлічного — від 1,7 до 5 МПа. Гідравлічне вапно застосовують для виготовлення низькомарочних легких і важких бетонів, для виготовлення штукатурних і кладочних розчинів.
Сильногідравлічне вапно після 7 днів затвердівання на повітрі і решти часу у воді має у віці 28 днів межу міцності при стисненні до 50 кг/см² і більше. Слабогідравлічне вапно можна поміщати в воду через триваліші терміни (21 і більше днів після приготування розчину або виробів). Воно має в 28-денному віці нижчу міцність, ніж сильногідравлічне.
Межа міцності при стисканні зразків з вапняно-піщаних розчинів складу 1:3 (одна частина вапна за масою, три частини звичайного піску) через 28 діб для слабогідравлічного вапна повинен бути не менше 1,7 МПа, сильногідравлічного — 5 МПа.
Гідравлічне вапно застосовується для виготовлення будівельних кладкових і штукатурних розчинів, що використовуються як в сухому, так і у вологому середовищі. Розчини на основі гідравлічного вапна міцніші, ніж на повітряному вапні, але менш пластичні. Гідравлічне вапно можна застосовувати також для виробництва вапновмісних змішаних в'яжучих, легких і важких бетонах низьких марок. Розчини і бетони на гідравлічному вапні володіють високою довговічністю при експлуатації їх в повітряно-вологому середовищі.
Гідравлічне вапно є одним з дешевих і доступних за способом виробництва в'яжучих матеріалів.